# Tyrkerranet
Tyrkerranet er en mørk episode i Islands historie.
I juni 1627 oplevede Island en af de mest dramatiske og tragiske begivenheder i sin historie, kendt som “tyrkerranet”. Tre skibe fra det Osmanniske Rige, styret af pirater fra de Nordafrikanske byer Algiers og Salé, satte kurs mod Island. Disse skibe ankom til Islands sydkyst og lancerede et frygtindgydende angreb på flere kystbyer, herunder Grindavík, Østfjordene og Vestmannaøerne. Omkring 50 personer blev dræbt, og tæt på 400 blev fanget og solgt til slaveri. 9 til 18 år senere blev der betalt løsepenge for tilbageleveringen af 50 individer.
Røverne var ledet af Jan Janszoon van Haarlem, en hollandsk pirat, der tjenestegjorde for det Osmanniske Rige og var kendt som Murat Reis. Han blev den første guvernør og storadmiral af bystaten Salé i Marokko, en vigtig piratbase. I 1627 beordrede han en dansk slave i sin besætning, som havde været på Island, til at føre sit skib derhen, en rute hidtil uprøvet for pirateri. To andre skibe fra Algier deltog også i røveriet mod Island, men ankom senere.
Interessant er, at den adjektiviske betegnelse "tyrkisk" ikke refererede til etniske tyrkere, Tyrkiet eller tyrkisktalende folk generelt; på det tidspunkt var det en generel betegnelse for alle muslimer i Middelhavet, da flertallet var undersåtter af Det Osmanniske Rige. I det 17. århundrede var flertallet af dem, der blev betegnet som "tyrkere", europæiske kristne, der enten var blevet omvendt til islam eller frivilligt konverteret. I virkeligheden drejede det sig om et overfald af algeriske pirater.

## Skæbner og navne
En af de mest bemærkelsesværdige skæbner fra tyrkerranet er historien om Guðríður Símonardóttir, en islandsk kvinde, som var en af de 242 mennesker, der blev bortført fra Vestmannaøerne i 1627 under et raid af pirater. Efter at have været holdt som slave og konkubine i næsten et årti blev hun en af de få fanger, der blev løskøbt af den danske konge, Christian IV. Sammen med andre tidligere slaver blev hun efter frigivelsen først sendt til Danmark for genoplæring i kristen tro og modersmålet. Her mødte hun teologistudenten Hallgrímur Pétursson (1614–74), og forelskede sig i ham.  Hun vendte tilbage til Island, hvor hun senere giftede sig med Hallgrímur Pétursson, som blev kendt for sin poesi og salmer.
En anden skæbne var Ólafur Egilsson, født i 1564 og død den 1. marts 1639, en islandsk luthersk præst. Han blev bortført sammen med sin kone og to sønner af piraterne fra Barbareskstaterne under deres raid på Vestmannaøerne. Selvom han vendte tilbage til Vestmannaøerne i 1628, kom hans kone Ásta Þorsteinsdóttir ikke tilbage før i 1637, og hans sønner vendte aldrig tilbage. Han skrev senere en erindringsbog om sin bortførelse og tilbagevenden, som blev udgivet både i Island og Danmark.
Disse beretninger om tyrkerranet giver et levende billede af den hårde virkelighed og de menneskelige omkostninger ved piratangreb i det 17. århundrede. De skildrer ikke kun de fysiske lidelser og tab, men også de langvarige følelsesmæssige og psykologiske ar, som overlevere måtte bære med sig. Denne periode i Islands historie er et vidnesbyrd om landets sårbarhed over for eksterne trusler.
Derudover formåede nogle islændinge at samle penge sammen og købe deres egen frihed, mens andre valgte at blive i Nordafrika, selv efter at de var blevet frigivet. I alt anslås det, at omkring 50 islændinge påbegyndte hjemrejsen fra slaveriet, selvom ikke alle nåede deres destination.

## I litteraturen
Steinunn Jóhannesdóttir skrev en historisk roman om hændelsen, udgivet i 2001, kaldet “Reisubók Guðríðar Símonardóttur”.